# Huailai
Huailai (en chino, 怀来; pinyin, Huáilái) es un condado  bajo la administración directa de la Prefectura Zhangjiakou en la Provincia de Hebei, República Popular China.  Su área es de 1782 km² y su población total para 2010 superó los 352 mil habitantes. 

## Administración
Desde julio de 2021, el  Condado Huailai se divide en 17pueblos que se administran en 11 poblados, 5  villas y 1 villa étnica.

## Toponimia
El topónimo Huailai [/juái-Lái/] significa 'acoger' y viene de la frase acoger todos los pueblos (怀来万邦 Huáilái wànbāng). Durante la dinastía Liao, este lugar estaba ubicado en un punto estratégico en la frontera, su nombre por lo tanto refleja su papel como lugar de unificación y armonía de diferentes costumbres.